# Henryhowella asperrima
Henryhowella asperrima är en kräftdjursart som först beskrevs av Reuss 1850.  Henryhowella asperrima ingår i släktet Henryhowella och familjen Trachyleberididae. Inga underarter finns listade i Catalogue of Life.